# Héspero

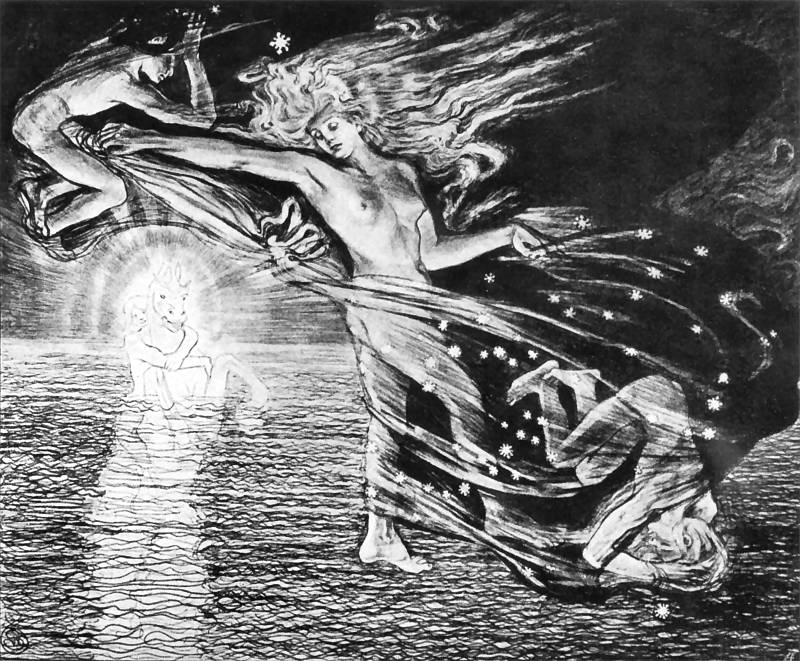
Eos e a criação de seus filhos Héspero e Eósforo, Stanisław Wyspiański, Museu Nacional de Varsóvia

Na mitologia grega, Héspero (em grego:  Ἓσπερος, Hesperos), a Estrela Vésper, é o filho da deusa da alvorada, Eos e irmão de Eósforos (Ηωσφόρος, Eosphoros ou Φωσφόρος, Phosphorus), a Estrela d'Alva. O pai de Héspero  Céfalo, um mortal, enquanto Eósforos é o deus das estrelas Astreu. Seu equivalente romano (Interpretatio Graeca) era Nocturnus ou Noctifer ("vespertino", "tarde", "oeste")

## Variação de nomes
Héspero é a personificação da “Estrela Vespertina”, o planeta Vênus ao entardecer. Seu nome, às vezes, é confundido com o de seu irmão que é a personificação do planeta ao amanhecer, Eósforos, a “Estrela Matutina”, já que ambos personificam o mesmo planeta, Vênus. "Heosphoros", em grego da Septuaginta e "Lúcifer" em Latim da Vulgata de Jerônimo foram usados para traduzir o hebraico "Heilel" (Vênus, ou O Brilhante, ou Estrela da Manhã), "Ben-Shachar" (Filha da Alva, ou Filha do Amanhecer) da versão hebraica de Isaías 14:12.
De início, quando assim era chamado pelos primeiros gregos, pensava-se que Eósforo (Vênus ao amanhecer) e Héspero (Vênus ao anoitecer) eram dois corpos celestes distintos. Mais tarde os gregos aceitaram a visão babilônica de que os dois eram os mesmos, e a identificação babilônica com os deuses maiores, dedicando a “Estrela Errante” (Planeta) à Afrodite (Vênus para os romanos), que era o equivalente à Ishtar.
Héspero e Eósforo é tido como sendo pai de Ceix, e Dedalion, Algumas fontes também o citam como pai das Hespérides.

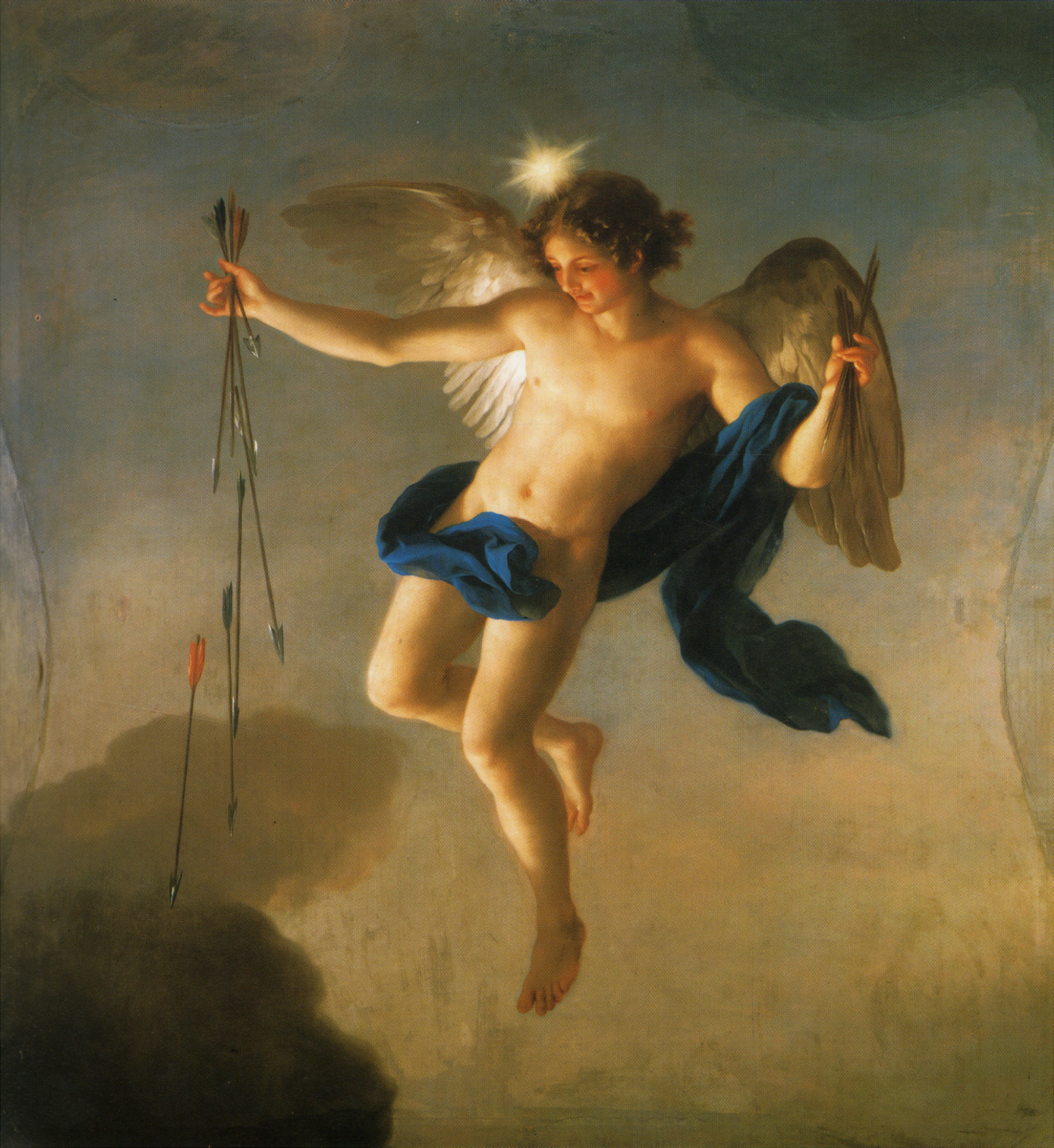
Héspero personificando a estrela vespertina (uma referência ao planeta Vênus) por Anton Raphael Mengs, 1765.

## Héspero é Eósforo
"Hespero é Eósforo" é uma famosa frase na Filosofia da linguagem (ver, por exemplo, nome próprio). Gottlob Frege utilizou a expressão "estrela da tarde" e "estrela da manhã" para ilustrar a distinção entre o seu sentido (Sinn) e referência (Bedeutung), e filósofos posteriores mudaram o exemplo para "Héspero é Eósforo", então passando a utilizar nomes próprios. Saul Kripke usou a frase para demonstrar que o conhecimento de algo necessário (neste caso, a identidade do Héspero e Eósforo), poderia ser descoberto e não conhecidos a priori.